# Университетский музей современного искусства
Университетский музей современного искусства (исп. Museo Universitario Arte Contemporáneo, сокр. MUAC) — музей в Мехико, Мексика, посвящённый современному искусству.
Является частью Национального автономного университета Мексики и расположен в университетском городке университета. 

## История и деятельность

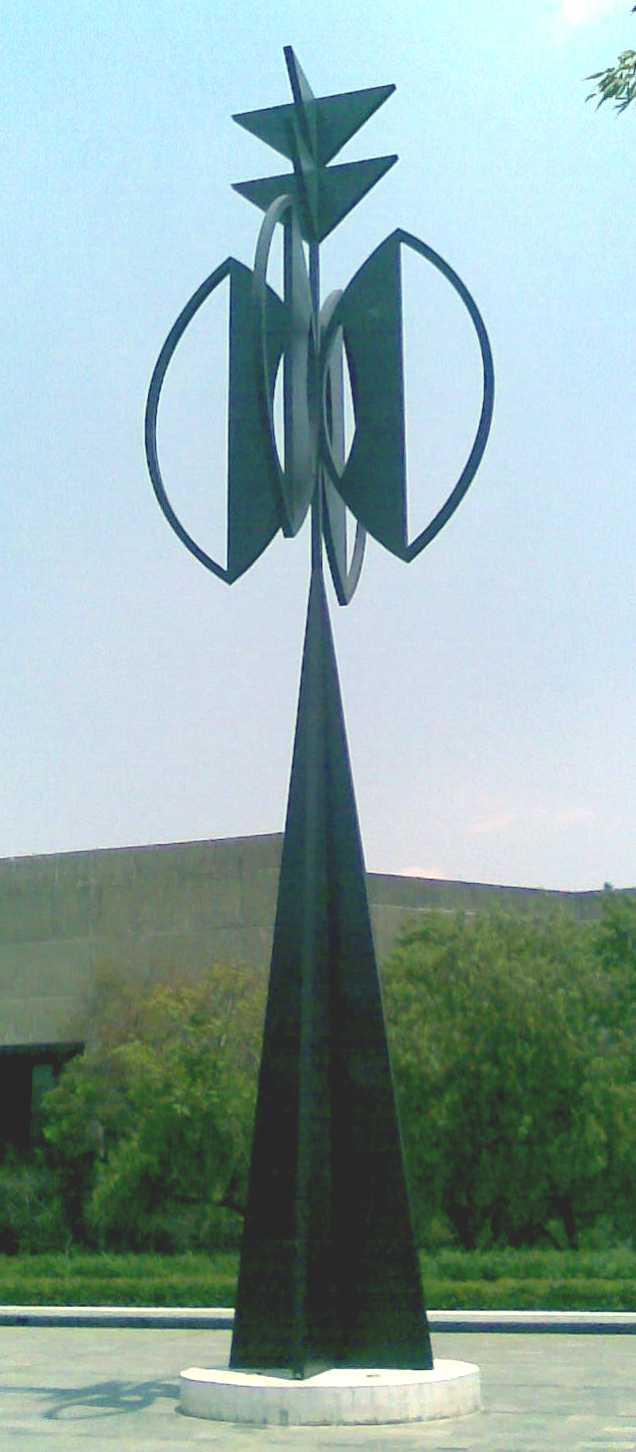
Скульптура
«La Espiga»

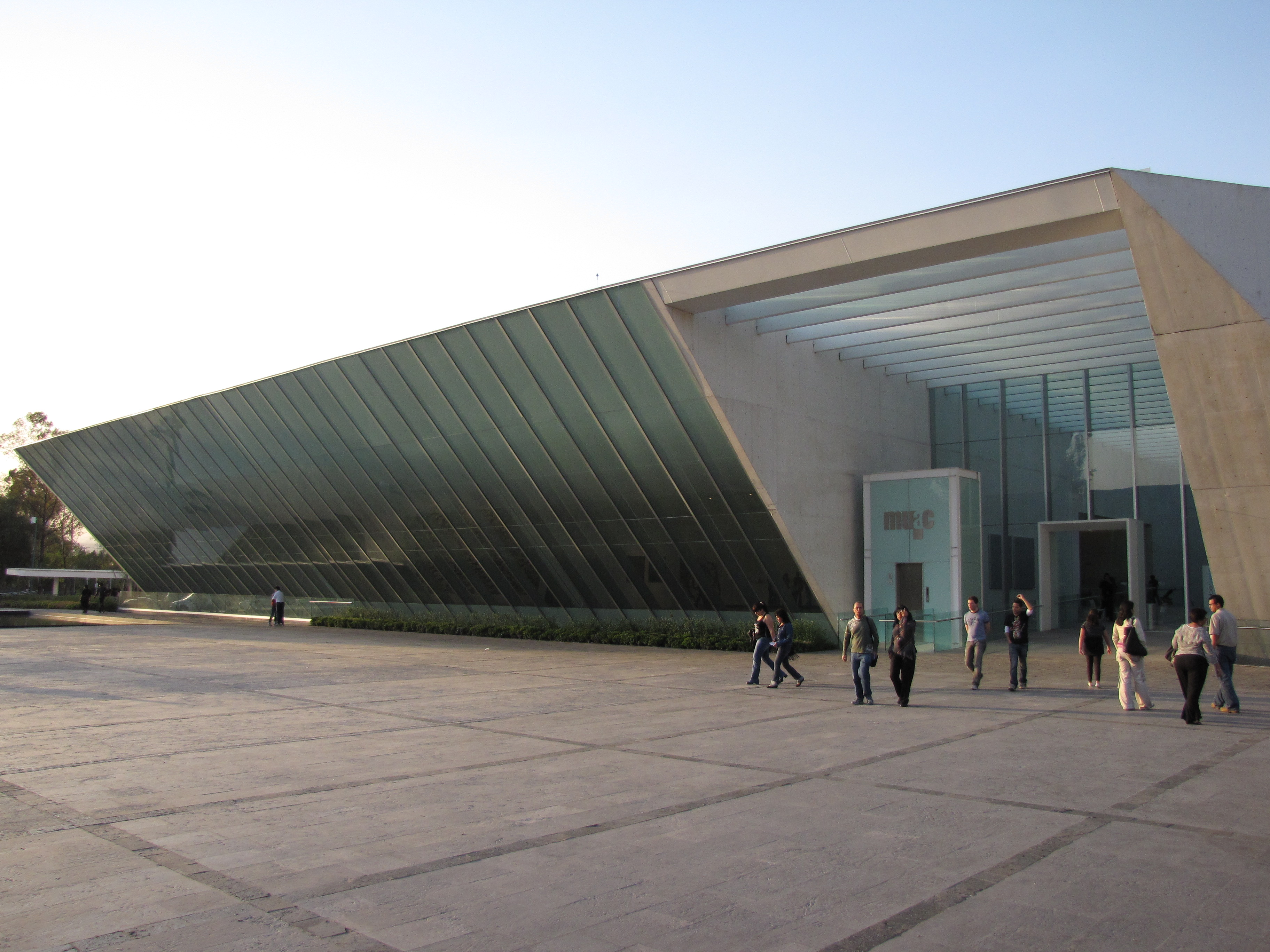
Вход в музей

Музей открыл свои двери для публики 27 ноября 2008 года. В нём находится и экспонируется коллекция современного искусства Национального автономного университета Мексики, которая состоит из произведений искусства, созданных с 1952 года.
Архитектурный проект музея был выполнен мексиканским архитектором Теодоро Гонсалесом де Леоном. Строительство началось в 2006 году и было завершено во второй половине 2008 года. Общая площадь здания составляет порядка 14 000 квадратных метров на двух уровнях, из которых 3 300 м² составляют выставочные площади. Земля, на которой был построен музей, ранее была автостоянкой, которая была перенесена под землю. На территорию музея перенесена скульптура  «La Espiga» работы скульптура Руфино Тамайо.
Директором музея является специалист в истории искусств Грациелла де ла Торре Перес (Graciela de la Torre Pérez).
На первом этаже музея находятся:
- Конференц-зал
- Аудитория
- Ресторан Nube Siete
- Центр документации Arkheia
- Административные помещения, реставрационная лаборатория, хранилище

На втором этаже находится собственно выставочная площадь на территории девяти залов. Здесь же расположены: фойе, касса, магазин сувениров, центр образования Ágora de Enlace Educativo, место для встречи и бесед с деятелями искусства Espacio de Experimentación Sonora и зал Espacio de Experimentación Sonora, предназначенный для экспериментов со звуком и выставки звуковых художественных инсталляций.
Работа Университетского музея современного искусства началась с четырех временных выставок. Первая из них называлась «Recursos incontrolables y otros desplazamientos naturales», куратором которой был Оливье Дебруа. На ней были представлены работы Ричарда Лонга, Роберта Морриса, Пипилотти Рист, Мелани Смит, Яна Хендрикса и других художников. Вторую выставку — «El Reino de Coloso: El lugar del asedio en la época de la imagen» курировал Хосе Луис Барриос (José Luis Barrios). На третьей — «Las líneas de la mano», посвященной Хулио Кортасару и курируемой Хименой Акостой (Jimena Acosta), были представлены работы Марка Ломбарди, Диего Переса (Diego Pérez), Хорхе Макки (Jorge Macchi), Максимо Гонсалеса (Máximo González), а также  других художников. Четвёртая выставка — «Cantos Cívicos» была посвящена проекту проект NILC Мигеля Вентуры (Miguel Ventura) с куратором Хуаном де Ньевесом ( Juan de Nieves).